# Hội Đá quý Việt Nam
Hội Đá quý Việt Nam là tổ chức xã hội - nghề nghiệp phi lợi nhuận của những người làm việc trong lĩnh vực liên quan đến đá quý tại Việt Nam. Hội là tổ chức thành viên của Tổng hội Địa chất Việt Nam .
Hội có tên giao dịch tiếng Anh là Vietnam Association of Gemstone, viết tắt là VAG.
Điều lệ Hội Đá quý Việt Nam được Bộ Nội vụ phê duyệt tại Quyết định số 109/2005/QĐ-BNV ngày 26 tháng 10 năm 2005..
Văn phòng Hội đặt tại địa chỉ Số 6 Phạm Ngũ Lão, quận Hoàn Kiếm, Hà Nội, chung với văn phòng của Tổng hội Địa chất Việt Nam .

## Hoạt động
Hội đã tổ chức 3 kỳ đại hội toàn thể tại Hà Nội.
- Đại hội thứ I, năm 2006, thành lập Hội.
- Đại hội thứ II, trong hai ngày 27 và 28 tháng 3 năm 2011 tại Hà Nội [3].
- Đại hội thứ III, ngày 18 tháng 12 năm 2016 tại Hà Nội. Tham dự Đại hội có 60 đại biểu thay mặt trên 400 hội viên, đại diện cho các đơn vị thành viên của Hội. Trong 2 ngày 17 và 18/12, Hội đã tổ chức Hội chợ triển lãm giới thiệu đá quý và hàng trang sức đá quý của các đơn vị thành viên của Hội tại nơi diễn ra Đại hội - Hội trường cơ quan Tổng cục Địa chất và Khoáng sản Việt Nam [4].

## Chỉ dẫn
1. ↑  Trong thực tế năm 2018 còn có hai tổ chức hội đá quý khác, dường như hoạt động độc lập với nhau.

- Hội Mỹ nghệ Kim hoàn Đá quý Việt Nam thành lập năm 1989. Trang web giới thiệu Hội: Hội Mỹ nghệ Kim hoàn VN.
- Hiệp hội Đá quý Việt Nam của các nhà buôn bán chế tác thẩm định đá quý, hiện chưa thấy có văn liệu về sự thành lập và hoạt động. Trang web thử nghiệm của Hiệp hội: hiephoidaquy.com Lưu trữ ngày 20 tháng 3 năm 2018 tại Wayback Machine.